# Jeff Shaara
Jeffrey M. "Jeff" Shaara (nascido em 21 de fevereiro de 1952) é um romancista americano, filho do vencedor do Prêmio Pulitzer, Michael Shaara.

## Biografia
Jeffrey Shaara nasceu em New Brunswick, Nova Jersey e cresceu em Tallahassee, Flórida. Graduou-se na Universidade do Estado da Flórida em 1974 com um diploma em Criminologia e vive em Tallahassee.
Ele escreveu Gods and Generals e The Last Full Measure, que são a prequela e a sequela, respectivamente, da novela premiada do pai Michael, The Killer Angels. Jeff seguiu os passos de seu pai após a morte do último, escrevendo ficção histórica e documentando as guerras americanas e seus personagens mais historicamente relevantes. No total, Jeff escreveu treze Best-Sellers do New York Times.
Ele completou uma trilogia em 2010 sobre a Segunda Guerra Mundial nos teatros europeus e norte-africanos. Um quarto livro sobre a Segunda Guerra Mundial, intitulado The Final Storm, abrange o fim da Guerra do Pacífico e foi publicado em 17 de maio de 2011.

## Adaptações Cinematográficas
- Deuses e Generais (Gods and Generals) - 2003

## Obras

### Revolução Americana (1770-1776)
- Rise to Rebellion (2001)
- The Glorious Cause (2002)

### Segunda Guerra Mundial
| Ano  | Título original      | Título em Português  | Notas                                                     |
| ---- | -------------------- | -------------------- | --------------------------------------------------------- |
| 2006 | The Rising Tide      | Maré Alta (Br, 2011) | Segunda Guerra Mundial (1939-1945), Trilogia Parte 1 de 3 |
| 2008 | The Steel Wave       |                      | Segunda Guerra Mundial (1939-1945), Trilogia Parte 2 de 3 |
| 2009 | No Less Than Victory |                      | Segunda Guerra Mundial (1939-1945), Trilogia Parte 3 de 3 |
| 2011 | The Final Storm      |                      | Segunda Guerra Mundial (1939-1945)                        |

### Guerra de Secessão
| Ano  | Título original       | Título em Português | Notas                                                   |
| ---- | --------------------- | ------------------- | ------------------------------------------------------- |
| 2012 | A Blaze of Glory      |                     | Guerra de Secessão (1961-1965), Tetralogia Parte 1 de 4 |
| 2013 | A Chain of Thunder    |                     | Guerra de Secessão (1961-1965), Tetralogia Parte 2 de 4 |
| 2014 | The Smoke at Dawn     |                     | Guerra de Secessão (1961-1965), Tetralogia Parte 3 de 4 |
| 2015 | The Fateful Lightning |                     | Guerra de Secessão (1961-1965), Tetralogia Parte 4 de 4 |

### Guerra de Secessão: 1861-1865
1. Gods and Generals (1996)
2. The Killer Angels (1974) (autor: Michael Shaara)
3. The Last Full Measure (1998)

### Livros isolados
- Gone for Soldiers (2000) (Guerra Mexicano-Americana (1847-1848))
- To the Last Man (2004) (Primeira Guerra Mundial (1914-1918)) no Brasil: Até o Último Homem (Bertrand Brasil, 2007)
- The Frozen Hours (2017) (Guerra da Coreia (1950-1953))
- To Wake the Giant (2020)
- The Eagle's Claw (2021)
- The Old Lion (2023) (Vida do Theodore Roosevelt, incluindo sua exploração na Amazônia)

### Não ficção
- Jeff Shaara's Civil War Battlefields (2006)